# Linia kolejowa nr 260
Linia kolejowa nr 260 – magistralna, jednotorowa, zelektryfikowana linia kolejowa łącząca stację Zajączkowo Tczewskie ze stacją Pruszcz Gdański.
Linia jest wykorzystywana do prowadzenia przewozów towarowych i lokalnego ruchu pasażerskiego. Pociągi osobowe zatrzymują się na następujących stacjach i przystankach osobowych:
- Pszczółki
- Skowarcz
- Różyny
- Cieplewo
- Pruszcz Gdański

Po zakończeniu inwestycji prowadzonej w ramach modernizacji linii kolejowej E 65 (obszar LCS Tczew), na szlaku Pszczółki – Pruszcz Gdański prędkość maksymalna wynosi 160 km/h. Dzięki wybudowanym wiaduktom drogowym i kolejowym jej przebieg jest w całości bezkolizyjny. W odróżnieniu od biegnących równolegle torów nr 1 i 2 linii kolejowej nr 9 na wyżej wspomnianym szlaku, na linii kolejowej nr 260 nie przewidziano wariantu dla pociągów z wychylnym pudłem, co uniemożliwia poruszanie się pociągów z prędkością 200 km/h.
Podczas prowadzenia prac modernizacyjnych na linii kolejowej nr 9 w 2010 roku i zamknięcia jej obu torów, pociągi Przewozów Regionalnych oraz Szybkiej Kolei Miejskiej w Trójmieście korzystały z linii nr 260; połączenia te, dzięki położeniu toru tej linii przy peronie w Miłobądzu, obsługiwały tymczasowo ten przystanek. Obecnie jest to niemożliwe.